# الحزب الديمقراطي (مولدوفا)
الحزب الديمقراطي في مولدوفا ((بالرومانية: Partidul Democrat din Moldova)‏  PDM) هو حزب سياسي في جمهورية مولدوفا. تأسس الحزب عام 1997 وهو عضو مشارك في حزب الاشتراكيين الأوروبيين (PES) وحزب كامل العضوية في الأممية الاشتراكية.